# Стара Тюгальбуга
Стара Тюгальбуга (рос. Старая Тюгальбуга) — село в Новомаликлинському районі Ульяновської області Російської Федерації.
Населення становить 669 осіб. Входить до складу муніципального утворення Новочеремшанське сільське поселення.

## Історія
Від 2004 року входить до складу муніципального утворення Новочеремшанське сільське поселення.

## Населення
| 2010 |
| ---- |
| 669  |